# Trump-Inseln
Die Trump-Inseln sind eine kleine Inselgruppe vor der Graham-Küste des Grahamlands auf der Antarktischen Halbinsel. Sie liegen 6 km südwestlich von Dodman Island
Teilnehmer der British Graham Land Expedition (1934–1937) unter der Leitung des australischen Polarforschers John Rymill entdeckten und kartierten sie zwischen August und September 1935. Der Benennungshintergrund ist nicht überliefert.